# Ristretto

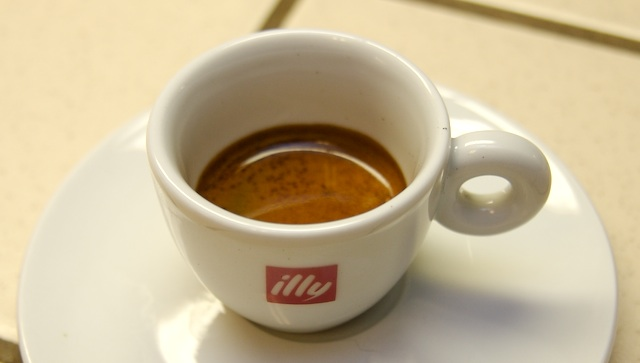

Ristretto – nazwa sposobu przygotowywania kawy w specjalnym ekspresie. Kawę przygotowuje się podobnie jak espresso, ale przy użyciu mniejszej ilości wody (15-20 ml).